# Incontri internazionali di rugby a 15 di fine anno 1998
Nel rugby a 15 è tradizione che a fine anno (ottobre-dicembre) si disputino una serie di incontri internazionali che gli europei chiamano "Autumn International"  e gli appassionati dell'emisfero sud "Springtime tour". In particolare le nazionali dell'emisfero Sud si recano in tour in Europa.
Nel 1998, il programma di incontri di questi tour è ridotto notevolmente rispetto alla tradizione a causa degli impegni di Scozia, Irlanda, Inghilterra nelle qualificazioni alla coppa del mondo.
La protagonista è  l'Australia , capace di battere Francia (32-21) e Inghilterra (12-11) .
L'Argentina invece rimedia ben 3 sconfitte con Italia, Francia, Galles.
Il Sudafrica, dopo aver battuto Galles,  Scozia, e Irlanda fallisce il Grande Slam a causa della sconfitta con l'Inghilterra (7-13)

## Argentina in Europa
| Viterbo 3 novembre 1998 | Italia A | 9 – 31 | Argentina XV |  |

| Piacenza 7 novembre 1998 | Italia | 23 – 19 | Argentina |  |

| Bourgoin-Jallieu 11 novembre 1998 | French Barbarians | 38 – 30 | Argentina XV |  |

| Nantes 14 novembre 1998 | Francia | 34 – 14 | Argentina |  |

| Pontypridd 18 novembre 1998 | Galles A | 19 – 26 | Argentina XV |  |

| Llanelli 21 novembre 1998 | Galles | 43 – 30 | Argentina |  |

## Fiji in Europa
| Penwith 8 novembre 1998 | Penzance & Newlin | 5 – 53 | Figi XV |  |

| Oxford 12 novembre 1998 | Università di Oxford | 8 – 46 | Figi XV |  |

| Cambridge 17 novembre 1998 | Università di Cambridge | 13 – 39 | Figi XV |  |

| Bristol 19 novembre 1998 | Bristol XV | 28 – 58 | Figi XV |  |

| Glasgow 24 novembre 1998 | Glasgow Caledonians | 22 – 41 | Figi XV |  |

| Edimburgo 27 novembre 1998 | Edinburgh Reivers | 27 – 30 | Figi XV |  |

| Leeds 1º dicembre 1998 | Leeds Tykes | 27 – 10 | Figi XV |  |

| Leicester 2 dicembre 1998 | Leicester Tigers | 16 – 22 | Figi XV |  |

## New Zealand Maori in Scozia
| Hawick 11 novembre 1998 | Edinburgh Reivers | 3 – 69 | New Zealand Māori |  |

| Edimburgo 14 novembre 1998 | Scozia XV | 8 – 24 | New Zealand Māori | Murrayfield |

| Perth 18 novembre 1998 | Glasgow Caledonians | 8 – 24 | New Zealand Māori |  |

## Australia in Europa
| Lilla 17 novembre 1998 | Francia A | 9 – 24 | Australia XV |  |

| Parigi 21 novembre 1998 | Francia | 21 – 32 | Australia | Stade de France |

| Londra 28 novembre 1998 | Inghilterra | 11 – 12 | Australia | Twickenham |

## Sud Africa nelle Isole Britanniche
| Glasgow 10 novembre 1998 | Glasgow Caledonians | 9 – 62 | Sudafrica XV |  |

| Londra 14 novembre 1998 | Galles | 20 – 28 | Sudafrica | Wembley |

| Edimburgo 17 novembre 1998 | Edinburgh Reivers | 3 – 49 | Sudafrica XV |  |

| Edimburgo 21 novembre 1998 | Scozia | 10 – 35 | Sudafrica | Murrayfield |

| Cork 24 novembre 1998 | Combined Provinces | 5 – 32 | Sudafrica XV |  |

| Dublino 28 novembre 1998 | Irlanda | 13 – 27 | Sudafrica | Lansdowne Road |

| Belfast 1º dicembre 1998 | Irlanda A | 9 – 50 | Sudafrica XV |  |

| Londra 5 dicembre 1998 | Inghilterra | 13 – 7 | Sudafrica | Twickenham |

## Sri Lanka ad Hong Kong
| Hong Kong 10 novembre 1998 | Hong Kong Dragons | 0 – 59 | Sri Lanka |  |

| Hong Kong 12 novembre 1998 | Hong Kong | 45 – 3 | Sri Lanka |  |

## Incontri tra squadre sudamericane
| Neuquen 12 settembre 1998 | Selection de Ascenso | 28 – 37 | Cile XV |  |

| Port of Spain 14 novembre 1998 | Trinidad e Tobago | 29 – 19 | Venezuela |  |

| Caracas 31 dicembre 1998 | Venezuela | 26 – 23 | Trinidad e Tobago |  |

## Incontri tra squadre europee
| Karlskrona 10 ottobre 1998 | Svezia Militare | 7 – 43 | Norvegia |  |

| Aalborg 24 ottobre 1998 | Danimarca | 45 – 7 | Norvegia |  |

| Amsterdam 1º novembre 1998 | Paesi Bassi | 29 – 7 | Croazia |  |

| Amsterdam 8 novembre 1998 | Paesi Bassi | 9 – 0 | Marocco |  |